# 張旂 (正德舉人)
參數所指定的目標頁面不存在，建議更正成存在頁面或直接建立下列一個頁面（建立前請先搜尋是否有合適的存在頁面可以取代）：
- 张旗

張旂（15世紀—16世紀），字廷順，山東濟南府長清縣人，明朝政治人物。

## 生平
張旂是貢生張貞之次子，正德十一年舉人張旄的兄長；成年時已經聲震科場，到正德八年（1513年）中舉人，獲授林縣知縣，嘉靖元年（1522年）轉任延津，兩任都以廉明仁愛知名，期間堵塞窪池、設置儲倉、開闢荒地、興辦學校、體恤貧乏、清理刑獄、緝捕盜賊，自身則穿著布袍、食用磨碎菽麥、以馬遺煮食，有歌謠「長清父，邯鄲母」歌頌他。
後來他張旂陞為饒州同知、吉府長史，兩邑都為他立生祠，死後入名宦祠、鄉賢祠。

## 引用
1. 1 2  道光《長清縣志·卷十一·人物志一》：正德八年癸酉科（舉人）……張旂 貞子，仕至吉府長史。傳：字邦彩，弱冠即聲震場屋後，領鄉薦授河南臨【林】延兩縣尹。平易仁恕，不事鞭扑，塞窪池、置儲倉以嚴出納，荒地給牛種以安貧乏；衣惟布袍，食則磨菽為炊、爨則馬遺，一時廉靜無比，百姓有「長清父，邯鄲母」之謠。後陞饒州府同知、吉府長史，二邑俱立生祠，檄入名宦祠、鄉賢祠。 舊志
2. ↑  康熙《延津縣志·卷五·表揚志》：張旂 山東長清縣舉人，嘉靖元年任（延津知縣）。廉明仁愛，□正奉公，興學校、恤貧乏、清刑獄、捕賊盜，民□以安，有循吏風。居四稔，擢饒州府同知，復轉長史，延人去後思之，祀名宦。